# Seleção Costarriquenha de Rugby Union
A Seleção Coatarriquenha de Rugby Union é a equipe que representa a Costa Rica em competições internacionais de Rugby Union.

## História
A prática do rugby union na Costa Rica começou em 15 de maio de 1984, quando foi fundada a Asociación Deportiva de Rugby de San José pelas mãos do engenheiro Philippe Durand Pradines, um cidadão francês. A partir disso, a associação disputou jogos sob o nome São José Rugby Clube, o que ajudou a difundir o esporte na Costa Rica.
Mas foi somente em 2006 que a associação se filiou ao IRB, e passou a se chamar Federación de Rugby de Costa Rica. No mesmo ano, a federação costarriquenha ingressou na confederação sulamericana (CONSUR), e conseguiu o direito de disputar o Sul-americano B de Rugby. Como nunca jogou as eliminatórias, ainda não disputou a Copa do Mundo.

## Confrontos
Registro de confrontos contra outras seleções
| Adversário  | Jogos | Vitórias | Empates | Derrotas | Pontos feitos | Pontos sofridos | Aproveitamento (%) |
| ----------- | ----- | -------- | ------- | -------- | ------------- | --------------- | ------------------ |
| Brasil      | 1     | 0        | 0       | 1        | 0             | 95              | 0%                 |
| Ilhas Caimã | 1     | 0        | 0       | 1        | 15            | 20              | 0%                 |
| Colômbia    | 1     | 0        | 0       | 1        | 5             | 42              | 0%                 |
| México      | 1     | 0        | 0       | 1        | 6             | 23              | 0%                 |
| Panamá      | 1     | 1        | 0       | 0        | 60            | 0               | 100%               |
| Peru        | 1     | 0        | 0       | 1        | 3             | 31              | 0%                 |
| Venezuela   | 1     | 0        | 0       | 1        | 0             | 70              | 0                  |
| Total       | 7     | 1        | 0       | 6        | 89            | 281             | 14.2%              |